# Hoa hậu Trái Đất 2011
Hoa hậu Trái Đất 2011 là cuộc thi Hoa hậu Trái Đất lần thứ 11, được tổ chức vào ngày 3 tháng 11 năm 2011 tại Nhà hát Trường Đại học Philippines ở Thành phố Quezon, Philippines. Ban đầu cuộc thi dự định tổ chức ở Hội trường Impact ở Băng Cốc, Thái Lan nhưng sau đó phải chuyển về Philippines vì trận lũ lụt xảy ra ở Thái Lan. 84 thí sinh đến từ các quốc gia và vùng lãnh thổ đã tới Philippines để tham gia cuộc thi. Hoa hậu Trái Đất 2010 Nicole Faria đến từ Ấn Độ đã trao vương miện cho Olga Álava đến từ Ecuador. Đây là lần đầu tiên Ecuador chiến thắng tại đấu trường nhan sắc này và cũng là năm cuối cùng cuộc thi Hoa hậu Trái Đất nằm trong hệ thống Miss Grand Slam. Dẫn chương trình cho cuộc thi là nữ diễn viên, MC Sonia Couling cùng nam MC Jason Godfrey.
Video chính thức: https://www.youtube.com/watch?v=MNNnbdOXyvU

## Xếp hạng

Trường Đại học Philippines, địa điểm chính thức diễn ra cuộc thi Hoa hậu Trái Đất 2011.

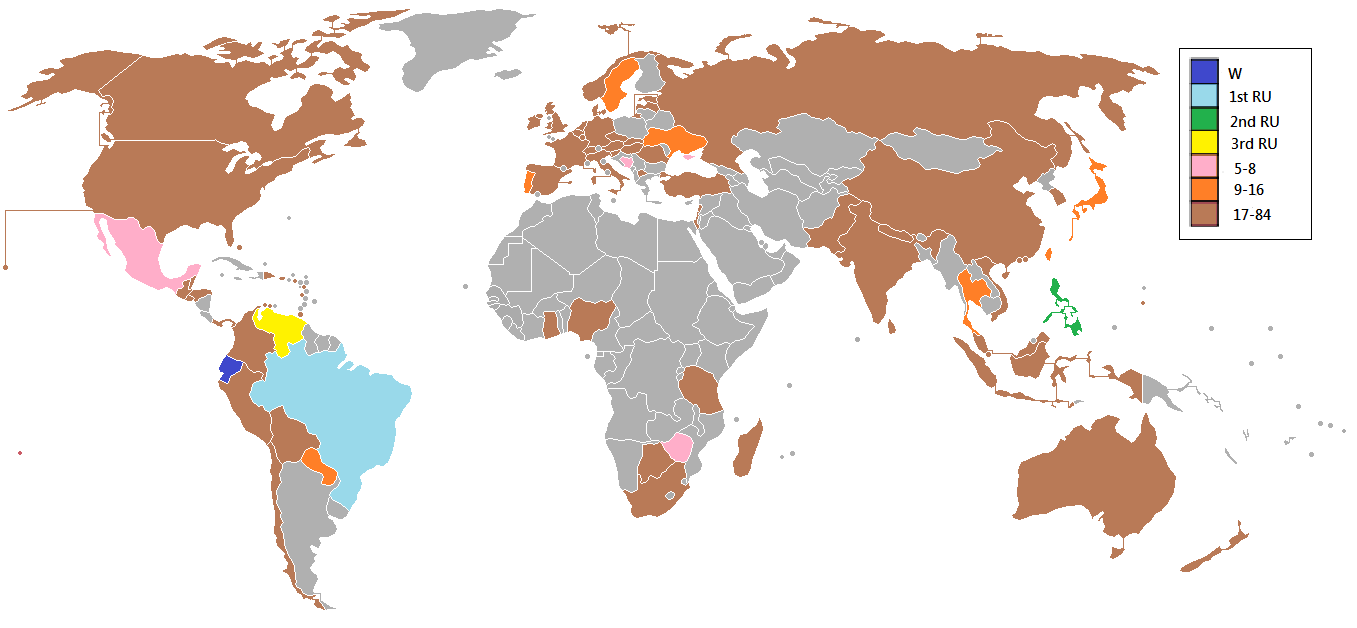
Các quốc gia và lãnh thổ tham gia Hoa hậu Trái Đất 2011 và kết quả.

### Kết quả chung cuộc
| Kết quả cuối cùng           | Thí sinh |
| --------------------------- | --- |
| Hoa hậu Trái Đất 2011       | - Ecuador – Olga Álava |
| Hoa hậu Không khí (Á hậu 1) | - Brazil – Driely Bennettone |
| Hoa hậu Nước (Á hậu 2)      | - Philippines – Athena Imperial |
| Hoa hậu Lửa (Á hậu 3)       | - Venezuela – Caroline Medina |
| Top 8                       | - Bosna và Hercegovina – Aleksandra Kovačević - Cộng hòa Tự trị Krym – Nina Astrakhantseva - Mexico – Casandra Becerra - Zimbabwe – Thandi Muringa                                                                                              |
| Top 16                      | - Trung Hoa Đài Bắc – Cherry Liu - Slovenia – Rebecca Kim Lekše - Ukraine – Kristina Oparina - Paraguay – Nicole Huber - Thụy Điển – Renate Cerljen - Bồ Đào Nha – Susana Nogueira - Thái Lan – Niratcha Tungtisanont - Nhật Bản – Tomoko Maeda |

### Giải thưởng phụ
| \| Giải thưởng \| Quốc gia \| Thí sinh \| \| --------------------------- \| ----------------- \| --------------------- \| \| Trang phục dân tộc đẹp nhất \| Nhật Bản \| Tomoko Maeda \| \| Trình diễn áo tắm đẹp nhất \| Cộng hòa Séc \| Šárka Cojocarová \| \| Trang phục dạ hội đẹp nhất \| Mexico \| Cassandra Becerra \| \| Hoa hậu Tài năng \| Nam Phi \| Dominique Mann \| \| Hoa hậu Ảnh \| Trung Hoa Đài Bắc \| Cherry Liu \| \| Hoa hậu Thân thiện \| Pakistan \| Sanober Hussain \| \| Làn da đẹp nhất \| Venezuela \| Caroline Medina \| \| Miss Hannah Resort \| Colombia \| Andrea Devivo \| \| Miss Runway \| Ecuador \| Olga Álava \| \| Miss Pagudpud \| Peru \| Maria Figueroa \| \| Gương mặt ấn tượng nhất \| Thụy Sĩ \| Irina de Giorgi \| \| Gương mặt của New Placenta \| Venezuela \| Caroline Medina \| \| Hoa hậu Du lịch sinh thái \| Ukraine \| Kristina Oparina \| \| People's Choice Award \| Thái Lan \| Niratcha Tungtisanont \| \| Hoa hậu Điện ảnh \| Philippines \| Athena Imperial \| \| Hoa hậu Thời trang \| Hàn Quốc \| Kim E-seul \| \| Miss Natural \| Venezuela \| Caroline Medina \| \| Mái tóc đẹp nhất \| Venezuela \| Caroline Medina \| \| Hoa hậu Cá tính \| Venezuela \| Caroline Medina \| \| Miss Ever Bilena \| Trung Hoa Đài Bắc \| Cherry Liu \| \| Miss Golden Sunset \| Thái Lan \| Niratcha Tungtisanont \| | Giải thưởng chính Giải thưởng của nhà tài trợ |                       |
| Giải thưởng | Quốc gia                                      | Thí sinh              |
| Trang phục dân tộc đẹp nhất | Nhật Bản                                      | Tomoko Maeda          |
| Trình diễn áo tắm đẹp nhất | Cộng hòa Séc                                  | Šárka Cojocarová      |
| Trang phục dạ hội đẹp nhất | Mexico                                        | Cassandra Becerra     |
| Hoa hậu Tài năng | Nam Phi                                       | Dominique Mann        |
| Hoa hậu Ảnh | Trung Hoa Đài Bắc                             | Cherry Liu            |
| Hoa hậu Thân thiện | Pakistan                                      | Sanober Hussain       |
| Làn da đẹp nhất | Venezuela                                     | Caroline Medina       |
| Miss Hannah Resort | Colombia                                      | Andrea Devivo         |
| Miss Runway | Ecuador                                       | Olga Álava            |
| Miss Pagudpud | Peru                                          | Maria Figueroa        |
| Gương mặt ấn tượng nhất | Thụy Sĩ                                       | Irina de Giorgi       |
| Gương mặt của New Placenta | Venezuela                                     | Caroline Medina       |
| Hoa hậu Du lịch sinh thái | Ukraine                                       | Kristina Oparina      |
| People's Choice Award | Thái Lan                                      | Niratcha Tungtisanont |
| Hoa hậu Điện ảnh | Philippines                                   | Athena Imperial       |
| Hoa hậu Thời trang | Hàn Quốc                                      | Kim E-seul            |
| Miss Natural | Venezuela                                     | Caroline Medina       |
| Mái tóc đẹp nhất | Venezuela                                     | Caroline Medina       |
| Hoa hậu Cá tính | Venezuela                                     | Caroline Medina       |
| Miss Ever Bilena | Trung Hoa Đài Bắc                             | Cherry Liu            |
| Miss Golden Sunset | Thái Lan                                      | Niratcha Tungtisanont |

### Thứ tự công bố
| 1. Ukraine 2. Paraguay 3. Nhật Bản 4. Bồ Đào Nha 5. Thụy Điển 6. Brazil 7. Venezuela 8. Trung Hoa Đài Bắc 9. Cộng hòa Tự trị Krym 10. Zimbabwe 11. Thái Lan 12. Slovenia 13. Mexico 14. Bosna và Hercegovina 15. Ecuador 16. Philippines | 1. Cộng hòa Tự trị Krym 2. Ecuador 3. Mexico 4. Philippines 5. Venezuela 6. Zimbabwe 7. Bosna và Hercegovina 8. Brazil | 1. Ecuador 2. Brazil 3. Venezuela 4. Philippines |

## Phần ứng xử hay nhất
Câu hỏi trong phần thi ứng xử của Hoa hậu Trái Đất 2011: "Tại sao các ứng viên chọn giáo dục là sáng kiến về môi trường mà các nhà lãnh đạo trên thế giới nên ưu tiên?"
Câu trả lời của Hoa hậu Trái Đất 2011: "Giáo dục là giải pháp tốt nhất cho môi trường bởi vì trẻ em là những người phải bảo vệ Trái Đất cho các thế hệ tương lai". - Olga Álava, đại diện của Ecuador.

## Dẫn chương trình
- Jason Godfrey
- Sonia Couling

## Ban giám khảo
| Số thứ tự | Giám khảo              | Chức vụ, nghề nghiệp |
| --------- | ---------------------- | --- |
| 1         | Zubin Gandevia         | Nhà sản xuất chương trình truyền hình, giám đốc điều hành kênh Fox International Channels ở châu Á-Thái Bình Dương và Trung Đông                                  |
| 2         | Jean-Pierre Grivory    | Perfumer, Tổng giám đốc của Cofinluxe S.A. ở Pháp, người tạo ra loại nước hoa nổi tiếng thế giới Salvador Dalí                                                    |
| 3         | Philippe Charriol      | Nhà thiết kế, người sáng lập và CEO của Tập đoàn Charriol, nhà sản xuất đồng hồ Philippe Charriol                                                                 |
| 4         | Nguyễn Công Khế        | Tổng Biên tập Báo Thanh niên, Chủ tịch Tổng công ty Truyền thông Thanh Niên, Giám đốc học bổng Nguyễn Thái Bình, chủ tịch và người sáng lập Quỹ tài năng Việt Nam |
| 5         | Jacinto Ng Jr          | Doanh nhân, Giám đốc của Quantuvis Resources Corp. |
| 6         | Luis Crisologo Singson | Chính trị gia, Thống đốc tỉnh Ilocos Sur, Philippines |
| 7         | Daniele Ponzi          | Chuyên gia môi trường của Ngân hàng Phát triển châu Á |
| 8         | Vivien Tan             | Ca sĩ đến từ Singapore, MC của Star Asia Travel, một chương trình du lịch toàn châu Á cho kênh STAR TV                                                            |
| 9         | Vivienne Tan           | Người bảo vệ môi trường, nhà giáo dục và nhân viên xã hội |
| 10        | Patrick Durst          | Cán bộ lâm nghiệp cấp cao ở châu Á-Thái Bình Dương của Tổ chức Lương thực và Nông nghiệp Liên Hợp Quốc                                                            |
| 11        | Dave Semerad           | Cầu thủ bóng rổ của Trường Đại học Ateneo de Manila |
| 12        | Anthony Semerad        | Cầu thủ bóng rổ của Trường Đại học Ateneo de Manila |

## Nhạc nền
- Phần mở đầu: "The Beautiful People" của Christina Aguilera và "Papi" của Jennifer Lopez
- Phần thi áo tắm: "Sexy and I Know It" của LMFAO
- Phần thi trang phục dạ hội: "Sunshiner (A)" của Matthew Cang
- Nhìn lại Top 4: "Just The Way You Are" của Bruno Mars bởi Christian Bautista (Trình diễn trực tiếp)

## Các thí sinh
84 thí sinh thi đấu năm nay:
| Quốc gia/Vùng lãnh thổ | Thí sinh                       | Tuổi | Chiều cao               | Quê quán             |
| ---------------------- | ------------------------------ | ---- | ----------------------- | -------------------- |
| Aruba                  | Melissa Laclé                  | 25   | 1,80 m (5 ft 11 in)     | Oranjestad           |
| Úc                     | Deedee Zibara                  | 20   | 1,78 m (5 ft 10 in)     | West Ryde            |
| Áo                     | Elisabeth Hanakamp             | 20   | 1,73 m (5 ft 8 in)      | Viên                 |
| Bahamas                | Kerel Pinder                   | 26   | 1,74 m (5 ft 8+1⁄2 in)  | Grand Bahama         |
| Bỉ                     | Aline Decock                   | 23   | 1,70 m (5 ft 7 in)      | Brussels             |
| Belize                 | Kimberly Robateau              | 22   | 1,72 m (5 ft 7+1⁄2 in)  | Thành phố Belize     |
| Bolivia                | Valeria Avendaño               | 23   | 1,76 m (5 ft 9+1⁄2 in)  | La Paz               |
| Bosna và Hercegovina   | Aleksandra Kovacevic           | 21   | 1,75 m (5 ft 9 in)      | Sarajevo             |
| Botswana               | Messiah Jackson                | 24   | 1,72 m (5 ft 7+1⁄2 in)  | Gaborone             |
| Brazil                 | Driely Bennettone              | 21   | 1,84 m (6 ft 1⁄2 in)    | Sao Paulo            |
| Canada                 | Ashlea Moor                    | 25   | 1,79 m (5 ft 10+1⁄2 in) | Lethbridge           |
| Chile                  | Camila Stuardo                 | 23   | 1,78 m (5 ft 10 in)     | Temuco               |
| Trung Quốc             | Liu Yu Jun                     | 22   | 1,75 m (5 ft 9 in)      | Nam Kinh             |
| Trung Hoa Đài Bắc      | Cherry Liu                     | 18   | 1,75 m (5 ft 9 in)      | Đài Bắc              |
| Colombia               | Andrea DeVivo                  | 23   | 1,75 m (5 ft 9 in)      | La Guajira           |
| Cộng hòa Tự trị Krym   | Nina Astrakhantseva            | 21   | 1,79 m (5 ft 10+1⁄2 in) | Simferopol           |
| Curaçao                | Miluska Willems                | 24   | 1,71 m (5 ft 7+1⁄2 in)  | Willemstad           |
| Cộng hòa Séc           | Šárka Cojocarová               | 21   | 1,78 m (5 ft 10 in)     | Svobodné Heřmanice   |
| Đan Mạch               | Cecilia Iftikhar               | 24   | 1,73 m (5 ft 8 in)      | Kokkedal             |
| Cộng hòa Dominican     | Sarah Féliz                    | 24   | 1,78 m (5 ft 10 in)     | Neiba                |
| Ecuador                | Olga Álava                     | 23   | 1,75 m (5 ft 9 in)      | Guayaquil            |
| El Salvador            | Anita Puertas                  | 22   | 1,78 m (5 ft 10 in)     | San Salvador         |
| Anh                    | Roxanne Smith                  | 22   | 1,65 m (5 ft 5 in)      | Birmingham           |
| Estonia                | Xenia Likhacheva               | 21   | 1,70 m (5 ft 7 in)      | Tallinn              |
| Pháp                   | Mathilde Florin                | 21   | 1,77 m (5 ft 9+1⁄2 in)  | Lille                |
| Đức                    | Manou Volkmer                  | 18   | 1,80 m (5 ft 11 in)     | Berlin               |
| Ghana                  | Patricia Amoah Anti            | 21   | 1,56 m (5 ft 1+1⁄2 in)  | Accra                |
| Guadeloupe             | Mitchelle Malezieu             | 18   | 1,76 m (5 ft 9+1⁄2 in)  | Basse-Terre          |
| Guam                   | Anna Calvo                     | 25   | 1,65 m (5 ft 5 in)      | Dededo               |
| Guatemala              | Ana Luisa Montufar             | 18   | 1,73 m (5 ft 8 in)      | Thành phố Guatemala  |
| Honduras               | Stephany Martinez              | 19   | 1,78 m (5 ft 10 in)     | Roatan               |
| Hồng Kông              | Luo Wenxi                      | 18   | 1,78 m (5 ft 10 in)     | Hồng Kông            |
| Hungary                | Dora Szabó                     | 24   | 1,76 m (5 ft 9+1⁄2 in)  | Budapest             |
| Ấn Độ                  | Hasleen Kaur                   | 22   | 1,79 m (5 ft 10+1⁄2 in) | New Delhi            |
| Indonesia              | Inez Elodhia Maharani          | 22   | 1,69 m (5 ft 6+1⁄2 in)  | Jakarta              |
| Ireland                | Rachelle Liggett               | 20   | 1,73 m (5 ft 8 in)      | Dublin               |
| Israel                 | Huda Naccache                  | 21   | 1,78 m (5 ft 10 in)     | Haifa                |
| Ý                      | Angelica Parisi                | 23   | 1,72 m (5 ft 7+1⁄2 in)  | Torino               |
| Nhật Bản               | Tomoko Maeda                   | 24   | 1,69 m (5 ft 6+1⁄2 in)  | Tokyo                |
| Hàn Quốc               | Kim E-seul                     | 26   | 1,74 m (5 ft 8+1⁄2 in)  | Seoul                |
| Kosovo                 | Nora Asani                     | 24   | 1,70 m (5 ft 7 in)      | Prishtina            |
| Latvia                 | Sanda Mezecka                  | 26   | 1,79 m (5 ft 10+1⁄2 in) | Riga                 |
| Liban                  | Nathaly Farraj                 | 22   | 1,72 m (5 ft 7+1⁄2 in)  | Beirut               |
| Luxembourg             | Natascha Bintz                 | 21   | 1,77 m (5 ft 9+1⁄2 in)  | Thành phố Luxembourg |
| Ma Cao                 | Cherry Ng                      | 24   | 1,65 m (5 ft 5 in)      | Ma Cao               |
| Madagascar             | Volamiandoha Ratsimiahotrarivo | 18   | 1,75 m (5 ft 9 in)      | Antsirabe            |
| Malaysia               | Joyce Tay                      | 24   | 1,74 m (5 ft 8+1⁄2 in)  | Malacca              |
| Martinique             | Coralie Leplus                 | 21   | 1,75 m (5 ft 9 in)      | Fort-de-France       |
| México                 | Casandra Becerra               | 23   | 1,78 m (5 ft 10 in)     | Guadalajara          |
| Nepal                  | Anupama Aura Gurung            | 23   | 1,67 m (5 ft 5+1⁄2 in)  | Chitwan              |
| Hà Lan                 | Jill Duijves                   | 23   | 1,75 m (5 ft 9 in)      | Diemen               |
| New Zealand            | Alexandra Scott                | 22   | 1,79 m (5 ft 10+1⁄2 in) | Auckland             |
| Nigeria                | Munachi Uzoma                  | 21   | 1,78 m (5 ft 10 in)     | Abuja                |
| Bắc Ireland            | Alixandra Halliday             | 19   | 1,70 m (5 ft 7 in)      | Derry                |
| Na Uy                  | Marion Dyrvik                  | 22   | 1,76 m (5 ft 9+1⁄2 in)  | Trondheim            |
| Pakistan               | Sanober Hussain                | 23   | 1,75 m (5 ft 9 in)      | Lahore               |
| Panama                 | Marelissa Him                  | 22   | 1,70 m (5 ft 7 in)      | Thành phố Panama     |
| Paraguay               | Nicole Huber                   | 21   | 1,74 m (5 ft 8+1⁄2 in)  | Asunción             |
| Peru                   | Maria Gracia Figueroa          | 21   | 1,74 m (5 ft 8+1⁄2 in)  | Lima                 |
| Bồ Đào Nha             | Susana Nogueira                | 20   | 1,75 m (5 ft 9 in)      | Lisbon               |
| Puerto Rico            | Agnes Benítez                  | 25   | 1,73 m (5 ft 8 in)      | Cataño               |
| Philippines            | Athena Imperial                | 24   | 1,68 m (5 ft 6 in)      | Casiguran            |
| Romania                | Jihan Shanabli                 | 26   | 1,78 m (5 ft 10 in)     | Bucharest            |
| Nga                    | Alena Kuznetsova               | 25   | 1,78 m (5 ft 10 in)     | Moskva               |
| Scotland               | Amanda Quinn                   | 25   | 1,73 m (5 ft 8 in)      | Glasgow              |
| Singapore              | Felicia Orvalla                | 23   | 1,65 m (5 ft 5 in)      | Singapore            |
| Slovakia               | Romana Procházková             | 23   | 1,70 m (5 ft 7 in)      | Bratislava           |
| Slovenia               | Rebecca Kim Lekše              | 20   | 1,70 m (5 ft 7 in)      | Ljubljana            |
| Nam Phi                | Dominique Mann                 | 25   | 1,74 m (5 ft 8+1⁄2 in)  | Cape Town            |
| Tây Ban Nha            | Veronica Doblas                | 21   | 1,73 m (5 ft 8 in)      | Madrid               |
| Sri Lanka              | Poojani Wakirigala             | 24   | 1,70 m (5 ft 7 in)      | Colombo              |
| Thụy Điển              | Renate Cerljen                 | 22   | 1,77 m (5 ft 9+1⁄2 in)  | Staffanstorp         |
| Thụy Sĩ                | Irina de Giorgi                | 21   | 1,77 m (5 ft 9+1⁄2 in)  | Zurich               |
| Tanzania               | Nelly Kamwelu                  | 19   | 1,72 m (5 ft 7+1⁄2 in)  | Dar Es Salaam        |
| Thái Lan               | Niratcha Tungtisanont          | 22   | 1,72 m (5 ft 7+1⁄2 in)  | Băng Cốc             |
| Trinidad và Tobago     | Melanie George-Sharpe          | 24   | 1,70 m (5 ft 7 in)      | Port of Spain        |
| Thổ Nhĩ Kỳ             | Merve Saribas                  | 20   | 1,78 m (5 ft 10 in)     | Istanbul             |
| Ukraine                | Kristina Oparina               | 19   | 1,77 m (5 ft 9+1⁄2 in)  | Kharkov              |
| Hoa Kỳ                 | Nicole Kelley                  | 22   | 1,65 m (5 ft 5 in)      | Daytona Beach        |
| Quần đảo Virgin (Mỹ)   | Kara Williams                  | 22   | 1,70 m (5 ft 7 in)      | St. Croix            |
| Venezuela              | Caroline Medina                | 19   | 1,78 m (5 ft 10 in)     | Maracay              |
| Việt Nam               | Phan Thị Mơ                    | 21   | 1,72 m (5 ft 7+1⁄2 in)  | Tiền Giang           |
| Wales                  | Emma Franklin                  | 24   | 1,73 m (5 ft 8 in)      | Cardiff              |
| Zimbabwe               | Thandi Muringa                 | 23   | 1,72 m (5 ft 7+1⁄2 in)  | Harare               |

## Chú ý

### Tham gia lần đầu
- Aruba
- Áo
- Sri Lanka

### Trở lại
- Tham gia lần cuối vào năm 2005:
  -  Estonia
  -  Bồ Đào Nha
- Tham gia lần cuối vào năm 2007:
  -  Belize
  -  Trinidad và Tobago
  -  Quần đảo Virgin (Mỹ)
- Tham gia lần cuối vào năm 2009:
  -  El Salvador
  -  Honduras
  -  Hungary
  -  Israel
  -  Pakistan
  -  Paraguay
  -  Tây Ban Nha
  -  Thụy Điển

### Thay thế
- Việt Nam – Á khôi 2 Hoa khôi Hà Nội 2005 Nguyễn Thái Hà được xác nhận là thí sinh đại diện cho Việt Nam năm nay. Tuy nhiên, trước ngày lên đường 1 ngày, cô đã rút lui vì công việc khẩn cấp của gia đình. Sau khi Trương Thị May - đại diện chính thức của Việt Nam tại Hoa hậu Trái Đất 2009 nhưng không tham gia vì cô bị thương - từ chối do cô đang tham gia bộ phim truyền hình "Châu sa", siêu mẫu Phạm Thị Ngọc Thạch không đủ điều kiện để tham gia thì Phan Thị Mơ,, Hoa khôi Miệt vườn 2010 được cấp phép tham dự vào phút chót.

### Không tham gia
- Jamaica – Kerry Moxam

### Bỏ cuộc
- Cameroon
- Quần đảo Cayman
- Costa Rica
- Ai Cập
- Polynésie (Pháp)
- Guyana
- Kenya
- Malta
- Mauritius
- Mông Cổ
- Nicaragua
- Ba Lan
- Samoa
- Serbia
- Nam Sudan
- Tonga

### Tham gia các cuộc thi sắc đẹp khác
Các thí sinh tham gia các cuộc thi sắc đẹp khác:
| Hoa hậu Hoàn vũ - 2006: Aruba – Melissa Lacle - 2009: Thụy Điển – Renate Cerljen (Top 15) - 2011: Tanzania – Nelly Kamwelu Hoa hậu Thế giới - 2010: Ma Cao – Cherry Ng - 2011: Paraguay – Nicole Huber (Top 15) Hoa hậu Quốc tế - 2011: Tanzania – Nelly Kamwelu - 2012: Bỉ – Aline Decock - 2012: Estonia – Xenia Likhaceva - 2012: Ma Cao – Cherry Ng - 2012: Paraguay – Nicole Huber (Á hậu 4) Nữ hoàng Du lịch Quốc tế - 2011: Tanzania – Nelly Kamwelu (Á hoàng 4) Hoa hậu Châu Á tại Mỹ - 2011: Việt Nam – Phan Thị Mơ (Top 10) |